# Relaciones Finlandia-México
Las naciones de Finlandia y México establecieron relaciones diplomáticas en 1936.  Ambas naciones son miembros de las Naciones Unidas y de la Organización para la Cooperación y el Desarrollo Económicos.

## Historia
El 13 de julio de 1920, México reconoció la independencia de Finlandia de Rusia. El 2 de octubre de 1936, Finlandia y México firmaron un Tratado de Amistad en Washington D. C., Estados Unidos lo cual estableció oficialmente las relaciones diplomáticas entre ambas naciones. En diciembre de 1939, durante la Guerra de Invierno, el presidente mexicano Lázaro Cárdenas envió un mensaje de solidaridad al pueblo finlandés.
En 1949, unos años después del final de la Segunda Guerra Mundial, Finlandia y México acreditaron embajadores ante ellos mismos. La primera embajada mexicana acreditada en Finlandia se basó en Estocolmo, Suecia, siendo Gilberto Bosques Saldívar el primer embajador mexicano acreditado ante Finlandia. La primera embajada finlandesa acreditada en México tenía su sede en Washington D. C. En 1964, se establecieron embajadas residentes en ambas capitales.
En febrero de 1999, el presidente Martti Ahtisaari se convirtió en el primer jefe de Estado finlandés en visitar México y se reunió con el presidente mexicano Ernesto Zedillo. En febrero de 2015, el secretario de Relaciones Exteriores de México, José Antonio Meade, realizó una visita a Finlandia. En octubre de 2016, el primer ministro finlandés Juha Sipilä realizó una visita oficial a México y se reunió con el presidente mexicano Enrique Peña Nieto. Durante la reunión, los líderes destacaron el excelente estado del diálogo político bilateral y la importancia de la visita de Estado del presidente Sauli Niinistö a México en mayo de 2015; para dar un impulso renovado a los lazos entre México y Finlandia.
En 2021, ambas naciones celebraron 85 años de relaciones diplomáticas.

## Visitas de alto nivel

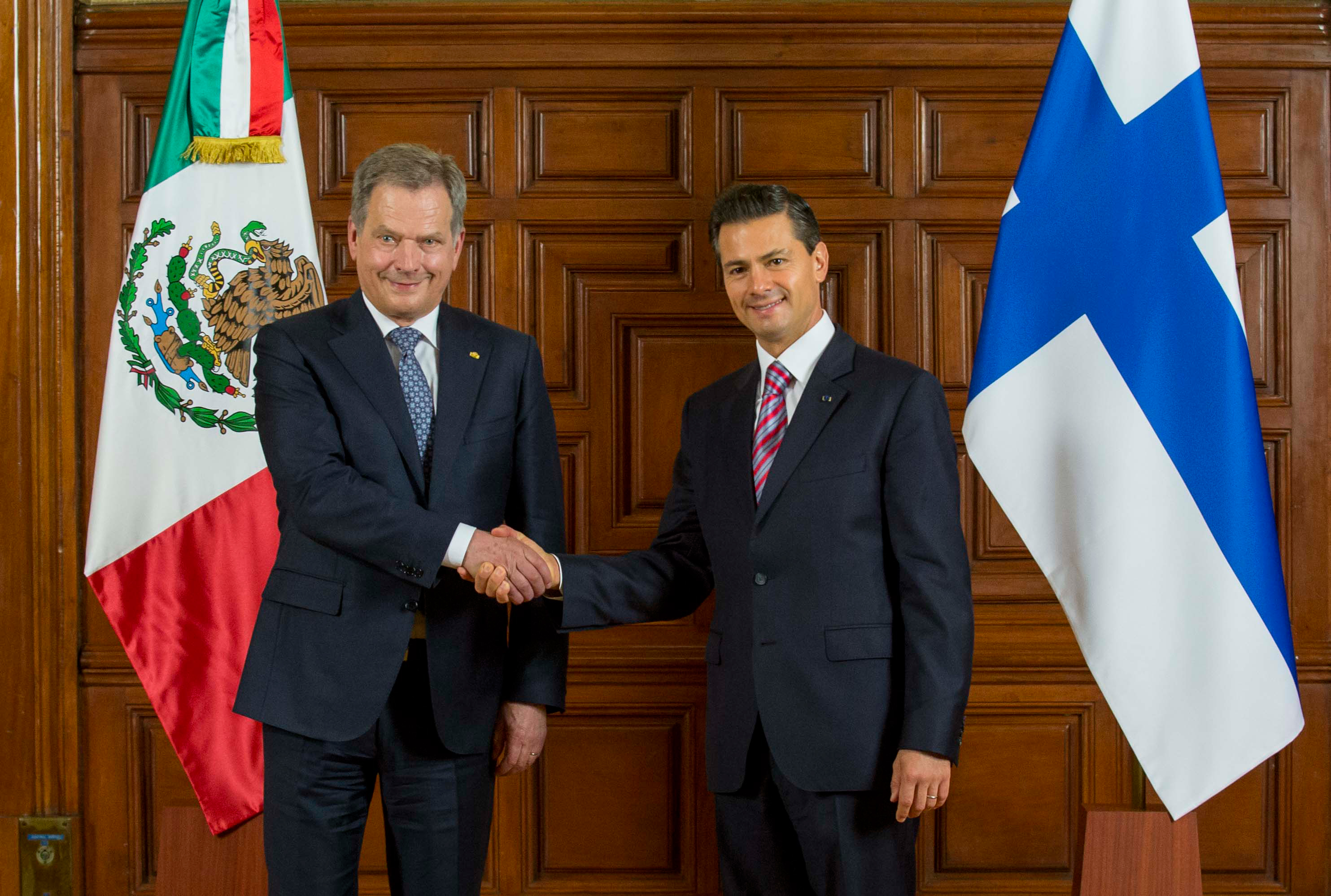
El presidente finlandés Sauli Niinistö en visita a la Ciudad de México junto con el presidente mexicano Enrique Peña Nieto; mayo de 2015.

Visitas de alto nivel de Finlandia a México
- Presidente Martti Ahtisaari (1999)
- Presidente Tarja Halonen (2002)
- Ministro de Asuntos Europeos y Comercio Alexander Stubb (2013)
- Presidente Sauli Niinistö (2015)
- Secretario de Estado del Ministerio de Asuntos Exteriores Peter Stenlund (2016)
- Primer ministro Juha Sipilä (2016)

Visitas de alto nivel de México a Finlandia
- Subsecretario de Relaciones Exteriores Carlos de Icaza (2014)
- Secretario de Relaciones Exteriores José Antonio Meade (2015)
- Director general para Europa Bernardo Aguilar Calvo (2021)

## Acuerdos bilaterales
Ambas naciones han firmado varios acuerdos bilaterales, como un Tratado de Amistad (1936); Acuerdo de Cooperación Económica, Científica y Técnica (1975); Acuerdo sobre Intercambios Interculturales (1982); Acuerdo para Evitar la Doble Imposición y Prevenir la Evasión Fiscal en el Impuesto a la Renta (1997); Acuerdo sobre Promoción y Protección Recíproca de Inversiones (1999); Memorando de entendimiento sobre cooperación en la preservación forestal (2011); Memorando de Entendimiento en Cooperación para la Gestión del Agua (2011); Memorando de Entendimiento entre el Instituto de Recursos Tropicales Viikki (VITRI) de la Universidad de Helsinki y la Comisión Forestal Nacional de México (CONAFOR) (2015); Memorando de Entendimiento sobre Cooperación en Crédito a la Exportación entre Finnvera de Finlandia y Bancomext de México (2015); Memorando de Entendimiento entre FINPRO y ProMéxico (2015) y un Acuerdo sobre transporte aéreo (2019).

## Turismo y transporte
En 2018, 13,450 ciudadanos finlandeses visitaron México con fines turísticos. Hay vuelos directos entre Finlandia y México con TUI Airways.

## Comercio
En 1997, México firmó un Tratado de Libre Comercio con la Unión Europea (que incluye a Finlandia). Desde la implementación del tratado de libre comercio en 2000, el comercio entre las dos naciones ha aumentado dramáticamente. En 2023, el comercio entre Finlandia y México ascendió a $936 millones de dólares. Las principales exportaciones de Finlandia a México incluyen: maquinaria y equipos de transporte y productos manufacturados. Las principales exportaciones de México a Finlandia incluyen: maquinaria y equipo de transporte; productos químicos y productos relacionados; comida y bebidas. Las empresas multinacionales finlandés como KONE, Nokia y Vaisala (entre otros) operan en México. Las empresas multinacionales mexicanas Cemex y Orbia operan en Finlandia.

## Misiones diplomáticas residentes
- Finlandia tiene una embajada en la Ciudad de México.[14]
- México tiene una embajada en Helsinki.[15]

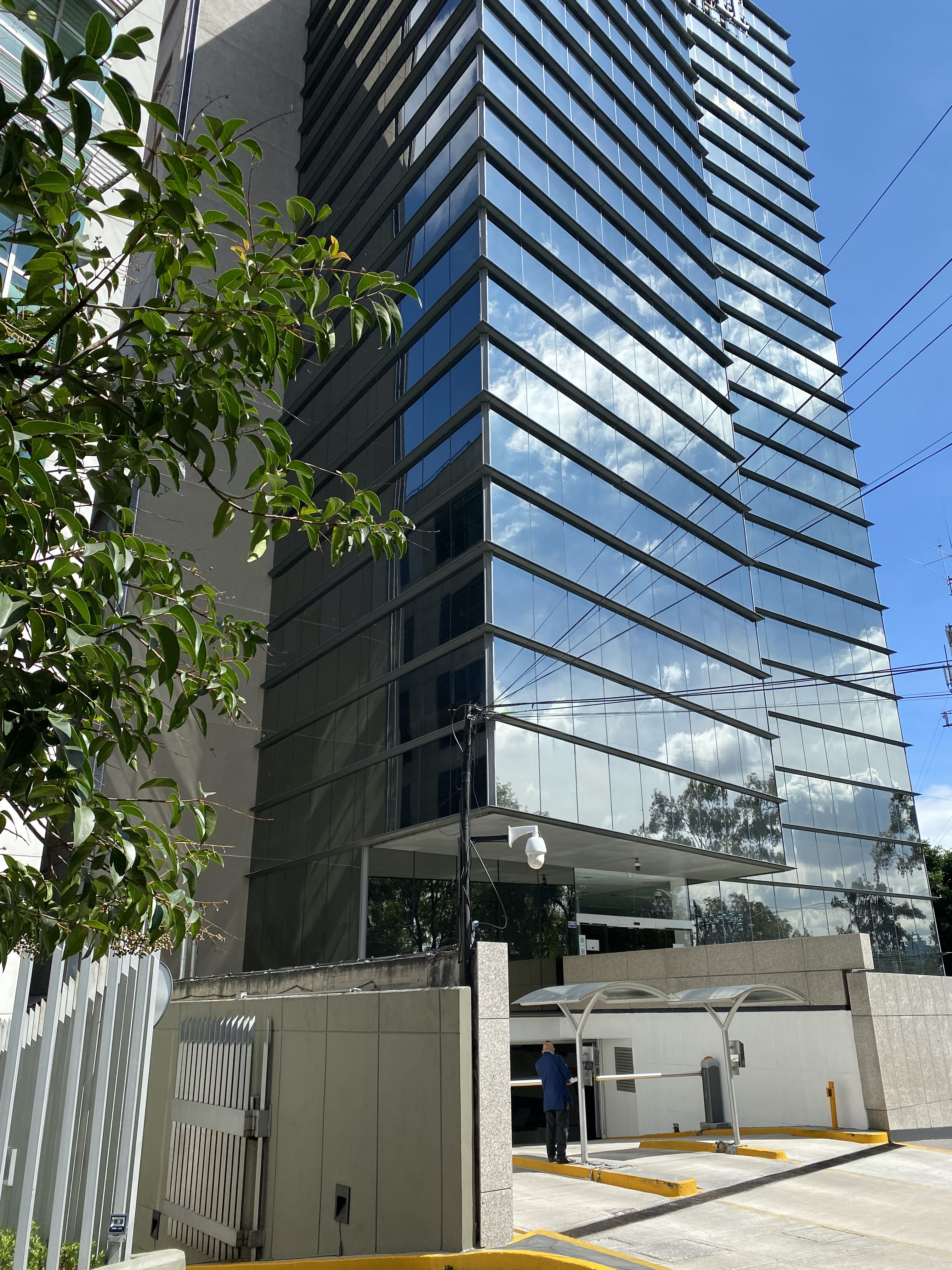
Edificio alojando a la Embajada de Finlandia en la Ciudad de México
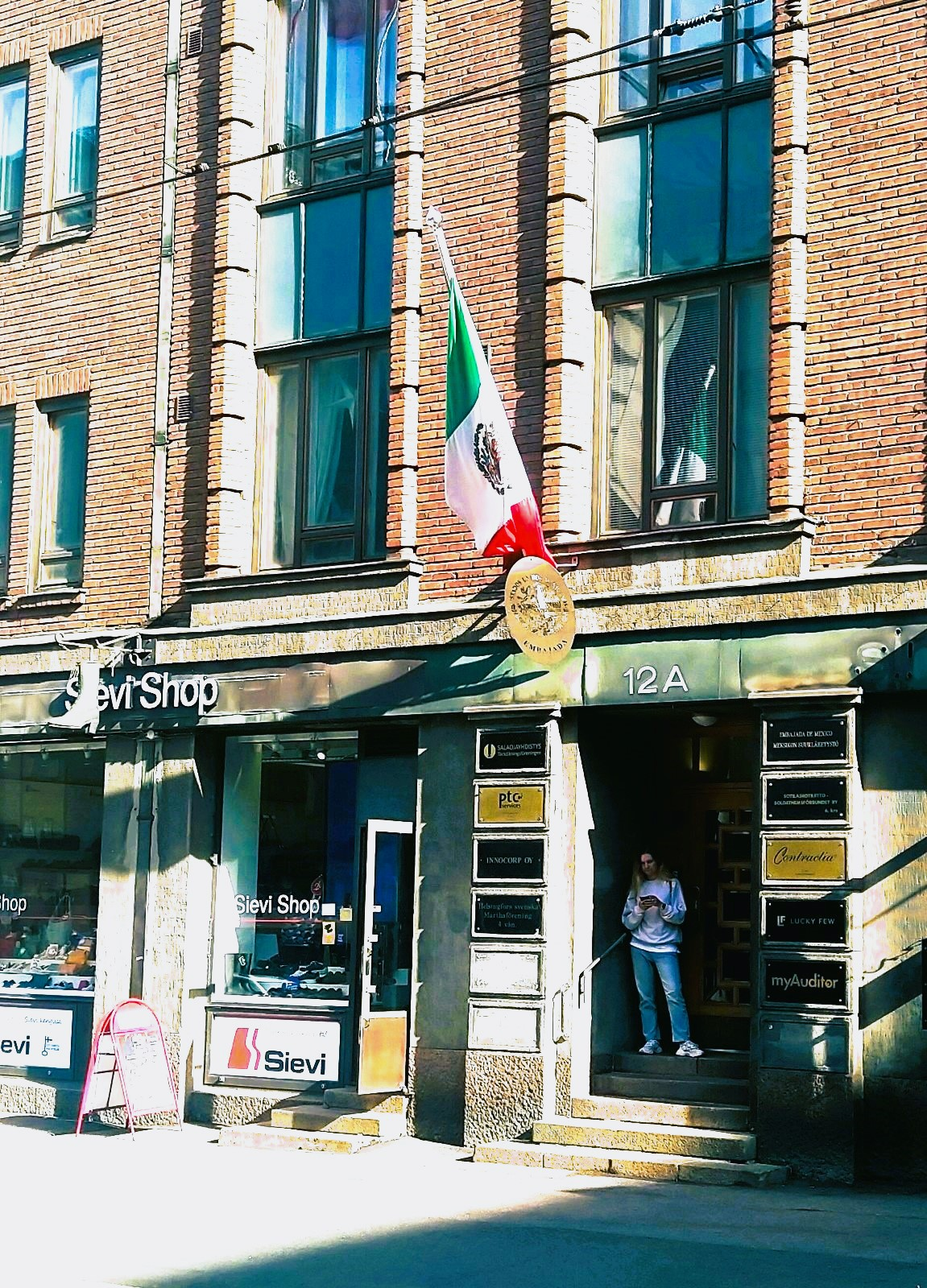
Embajada de México en Helsinki